# Vasikkasaari (ö i Finland, Södra Savolax, S:t Michel, lat 61,40, long 26,49)
Vasikkasaari är en ö i Finland. Den ligger i sjön Ylä-Rieveli och i kommunen Pertunmaa i den ekonomiska regionen  S:t Michel och landskapet Södra Savolax, i den södra delen av landet, 160 km nordost om huvudstaden Helsingfors. Öns area är 18,7 hektar och dess största längd är 0,7 kilometer i sydöst-nordvästlig riktning.